# Minimanual do Guerrilheiro Urbano
O Minimanual do Guerrilheiro Urbano, publicado em junho de 1969, foi uma das mais divulgadas obras de Carlos Marighella, para servir de orientação aos movimentos revolucionários comunistas que queriam utilizar de táticas de guerrilha. Circulou em versões mimeografadas e fotocopiadas, algumas diferentes entre si, sem que se possa apontar qual é a original. Nesta obra, detalhou táticas de guerrilha urbana a serem empregadas nas lutas contra governos.
Nos anos 1980, a Central Intelligence Agency (CIA), dos Estados Unidos, com intenção de entender e combater com eficácia os movimentos terroristas e militância armada antigovernista, fez traduções em inglês e espanhol para distribuir entre os serviços de inteligência do mundo inteiro e para servir como material didático na Escola das Américas, por ela mantida, no Panamá.

## Contexto histórico
Marighella escreveu o Minimanual do Guerrilheiro Urbano com a intenção de popularizar táticas de guerrilha, de modo que seu objetivo era "não  somente ler  este  manual  aqui  e  agora,  mas  difundir  seu  conteúdo". De acordo com Marighella, um guerrilheiro urbano é "um homem que luta contra uma ditadura militar com armas, utilizando  métodos  não  convencionais", havendo um desejo explícito para ensejar a luta armada revolucionária contra a ditadura militar brasileira, o que caracteriza o livro como um manual de ação prática. Para Marighella, a característica fundamental de um guerrilheiro urbano é sua participação na luta armada e a expropriação de terras pertencentes aos grandes capitalistas e latifundiários.

## Técnicas da guerrilha
Para Marighella, as características das técnicas da guerrilha são seu teor de agressividade, ações de ataque e retirada e, finalmente, o objetivo de desenvolvimento da própria guerrilha, de modo a desmoralizar e desgastar as forças policiais e militares, circunscritas ao Departamento de Ordem Política e Social (DOPS) na ditadura militar brasileira. Uma ação defensiva resultaria na destruição da guerrilha, pois Marighella argumenta que estes são "inferiores ao inimigo em poder de fogo" de modo que a "ação defensiva significa a morte para nós".
Por outro lado, Marighella diz os guerrilheiros possuem vantagens em termos de conhecimento do terreno, estratégia em formular ataques surpresa e maior mobilidade e velocidade. Desse modo, Marighella diz que o "paradoxo é que o guerrilheiro urbano, apesar de ser mais fraco, é sem dúvida o atacante".
Assaltos e batidas
As batidas e os assaltos a carros blindados, aviões, barcos e, especialmente, a bancos são abordados por Marighella como atividades preliminares "para o guerrilheiro urbano em processo de aprendizagem".

## Influência
De acordo com o biógrafo Mário Magalhães, o livro é o passaporte de Marighella para a eternidade, no sentido de influenciar a formação e organização de grupos guerrilheiros a nível internacional.
Em 2021, a Fundação Getúlio Vargas (FGV) reescreveu o Manual do Guerrilheiro Urbano como manual de contrainteligência contra grupos guerrilheiros, justificando que o livro de Marighella é "considerado pelo 'Terror Mundial' como a melhor obra para ações de guerrilha em ambiente urbano".